# Herzogenburg (Herrschaft)
Die Herrschaft Herzogenburg war eine Grundherrschaft im Viertel ober dem Wienerwald im Erzherzogtum Österreich unter der Enns, dem heutigen Niederösterreich.

## Ausdehnung
Die Herrschaft, welcher auch Vahrnbach und das Gut Ponnsee angehörten, umfasste zuletzt die Ortsobrigkeit über Adelsberg, Bierbaum (alle drei Jahre abwechselnd mit der Herrschaft Gutenbrunn), Diendorf am Kamp (zur  Stiftsherrschaft Dürnstein delegiert), Einsiedl, Erpersdorf, St. Georgen, Kroisberg (nach Lilienfeld delegiert), Herzogenburg Markt, Hüteldorf, Gemeinlebarn, Kainrathsdorf, Oberadelberg, Ponnsee, Preiwitz, Pottschall, Salapulka (zur Herrschaft Primersdorf delegiert), Streithofen, Strazdorf (nach Grafenegg delegiert), Wazendorf, Wielandsthal und Wilfersdorf. Der Sitz der Verwaltung befand sich in Herzogenburg.

## Geschichte
Der letzte Inhaber der Stiftsherrschaft war Josef II. Neugebauer in seiner Funktion als Propst von Stift Herzogenburg, als infolge der Reformen 1848/1849 die Herrschaft aufgelöst wurde.